# Cristina di Sassonia
Cristina di Sassonia (Torgau, 25 dicembre 1461 – Odense, 8 dicembre 1521) fu principessa di Sassonia e regina consorte di Danimarca.

## Biografia
Cristina era la maggiore dei figli del duca Ernesto di Sassonia e della principessa Elisabetta di Baviera, figlia di Alberto III di Baviera. 

## Matrimonio
Nel 1477 venne deciso il suo fidanzamento con Giovanni di Danimarca, re della Danimarca, della Norvegia e della Svezia. L'anno dopo, viaggiò dalla Sassonia a Warnemünde, dove fu accolta da un seguito danese che le portò il castello di Copenaghen, dove vennero celebrate le nozze il 6 Settembre 1478. La coppia ebbe sei figli:
- Hans (1479-1480);
- Ernesto (1480-1500);
- Cristiano II (1 luglio 1481-25 gennaio 1559);
- Giacobbe (1484-1566);
- Elisabetta (24 giugno 1485-10 giugno 1555), sposò Gioacchino I di Brandeburgo;
- Francesco (15 luglio 1497-1 aprile 1511).

Nel 1481 divenne regina di Danimarca. Tuttavia non fu incoronata fino al 1483, quando Giovanni divenne re di Norvegia. Il 18 maggio 1483, lei e Giovanni furono incoronati re e regina di Danimarca e Norvegia nel Frue Kirke a Copenaghen.
Durante i primi vent'anni del suo matrimonio, non ci sono molte informazioni su di lei e sembra che abbia vissuto una vita dedicata alla sua famiglia. La coppia reale non viveva molto a Copenaghen, ma preferiva viaggiare tra i castelli reali di Fionia, dove il castello di Nykobing era, secondo quanto riferito, la residenza preferita di Cristina. Non c'è nulla che indichi che si sia mai impegnata in politica durante la sua vita in Danimarca come regina. 
Cristina è descritta come devota e si diceva che piangesse ogni volta che non poteva partecipare alla messa. Nel 1497, lei e Giovanni fondarono il Monastero di Santa Chiara, a Copenaghen.

### Svezia
Nel 1497 suo marito divenne re di Svezia ed ella due anni dopo venne incoronata a Uppsala: l'anno successivo divenne reggente del regno durante l'assenza del marito, il quale in quell'anno iniziò una relazione con la dama di compagnia Edel Jernskjæg. 
La permanenza nella capitale svedese fu dominata dai sospetti del re nei confronti degli svedesi, noti per essere ostili all'Unione di Kalmar; quando la regina annunciò che intendeva partecipare alla messa allo Storkyrkan in città, il re si rifiutò di permetterla fino a quando non lo pregò, e quando la regina e le sue dame di corte ritornarono a palazzo, una folla di svedesi si avvicinò. Le guardie del re puntarono contro di loro nella convinzione che volessero prendere in ostaggio la regina, mentre in realtà avevano appena voluto scortarla al castello per onorarla.
Quando la guerra di deposizione contro re Hans e la guerra dano-svedese (1501-1512) si svolse più tardi nello stesso anno, Giovanni lasciò la Svezia per la Danimarca nell'agosto 1501 in compagnia di Edel Jernskjæg. Lasciò Cristina, che in quel momento era troppo malata per viaggiare, a capo della guarnigione del Castello di Tre Kronor a Stoccolma come reggente e supporto morale per i suoi seguaci.
Dal settembre 1501 al 6 maggio 1502, la regina Cristina fu assediata dai ribelli svedesi. Questo fu uno degli assedi più duri conosciuti durante l'Unione di Kalmar, durante la quale una guarnigione di 1000 uomini fu ridotta a 70 per peste e fame.
Il 9 maggio 1502, la regina Cristina si arrese al reggente svedese Sten Sture il Vecchio. Secondo l'accordo di pace, doveva essere tenuta in un convento a Stoccolma fino a quando non avesse potuto tornare in Danimarca. 
Fu tenuta prima al Monastero dei Frati Neri e poi all'Abbazia dei Frati Grigi, a Stoccolma. Tuttavia, il trattato fu rotto da Sten Sture: quando Giovanni fece inviare una nave a Stoccolma per prenderla, il reggente la fece portare da Stoccolma all'Abbazia di Vadstena in una forma di prigionia. Nell'ottobre 1503, fu finalmente rilasciata e scortata al confine danese da Sten Sture, dove fu accolta da suo figlio Cristiano ad Halmstad.

## Morte
Nel 1504 fece un pellegrinaggio a Wilsnack e Sternberg, dove incontrò anche sua figlia Elisabetta. Al suo ritorno in Danimarca, fondò conventi per clarisse a Copenaghen e Odense.
Dal suo ritorno in Danimarca dopo il suo rilascio in poi, la regina Cristina visse il resto della sua vita separata dal marito. Aveva la sua corte separata, governata da Anne Meinstrup, e risiedeva nelle sue terre da dote a Næsbyhovede Slot a Odense con suo figlio Francesco. Ospitò una grande corte con molti ospiti, ma le visite del re erano quasi inesistenti.
Cristina era interessata all'arte e alla musica e ha agito come benefattrice di musicisti, scrittori e pittori. Ha commissionato la famosa pala d'altare di Claus Berg, che raffigurava la famiglia reale danese e fu collocata nella cattedrale di Odense, così come l'opera letteraria del sacerdote Michele di Odense . Era una cattolica critica, che desiderava una riforma della chiesa cattolica, e la benefattrice dell'ordine di Santa Chiara e San Francesco, e sostenne Laurids Brandsen, che lavorò per riformare la disciplina dei conventi danesi. Era anche nota per la sua filantropia. Nel 1513 rimase vedova.
Morì l'8 dicembre 1521.

## Ascendenza
|                                  |                           |                                     | Genitori                           |  |  | Nonni |  |  | Bisnonni               |  |  | Trisnonni              |  |
|                                  |                           |                                     |                                    |  |  |       |  |  | Federico I di Sassonia |  |  | Federico III di Meißen |  |
|                                  |                           |                                     |                                    |  |  |       |  |  | Federico I di Sassonia |  |  | Federico III di Meißen |  |
|                                  |                           | Caterina di Henneberg               |                                    |  |  |       |  |  | Federico I di Sassonia |  |  |                        |  |
| Federico II di Sassonia          |                           |                                     |                                    |  |  |       |  |  | Federico I di Sassonia |  |  |                        |  |
|                                  |                           | Caterina di Brunswick-Lüneburg      | Enrico di Brunswick-Lüneburg       |  |  |       |  |  |                        |  |  |                        |  |
|                                  |                           | Caterina di Brunswick-Lüneburg      | Enrico di Brunswick-Lüneburg       |  |  |       |  |  |                        |  |  |                        |  |
|                                  |                           | Caterina di Brunswick-Lüneburg      | Sofia di Pomerania                 |  |  |       |  |  |                        |  |  |                        |  |
| Ernesto di Sassonia              |                           | Caterina di Brunswick-Lüneburg      |                                    |  |  |       |  |  |                        |  |  |                        |  |
|                                  |                           | Ernesto I d'Asburgo                 | Leopoldo III d'Asburgo             |  |  |       |  |  |                        |  |  |                        |  |
|                                  |                           | Ernesto I d'Asburgo                 | Leopoldo III d'Asburgo             |  |  |       |  |  |                        |  |  |                        |  |
|                                  |                           | Ernesto I d'Asburgo                 | Verde Visconti                     |  |  |       |  |  |                        |  |  |                        |  |
| Margherita d'Austria             |                           | Ernesto I d'Asburgo                 |                                    |  |  |       |  |  |                        |  |  |                        |  |
|                                  |                           | Cimburga di Masovia                 | Siemowit IV di Masovia             |  |  |       |  |  |                        |  |  |                        |  |
|                                  |                           | Cimburga di Masovia                 | Siemowit IV di Masovia             |  |  |       |  |  |                        |  |  |                        |  |
|                                  |                           | Cimburga di Masovia                 | Alessandra di Lituania             |  |  |       |  |  |                        |  |  |                        |  |
| Cristina di Sassonia             |                           | Cimburga di Masovia                 |                                    |  |  |       |  |  |                        |  |  |                        |  |
|                                  | Ernesto di Baviera-Monaco | Giovanni II di Baviera              |                                    |  |  |       |  |  |                        |  |  |                        |  |
|                                  | Ernesto di Baviera-Monaco | Giovanni II di Baviera              |                                    |  |  |       |  |  |                        |  |  |                        |  |
|                                  | Ernesto di Baviera-Monaco | Caterina di Gorizia                 |                                    |  |  |       |  |  |                        |  |  |                        |  |
| Alberto III di Baviera           | Ernesto di Baviera-Monaco |                                     |                                    |  |  |       |  |  |                        |  |  |                        |  |
|                                  |                           | Elisabetta Visconti                 | Bernabò Visconti                   |  |  |       |  |  |                        |  |  |                        |  |
|                                  |                           | Elisabetta Visconti                 | Bernabò Visconti                   |  |  |       |  |  |                        |  |  |                        |  |
|                                  |                           | Elisabetta Visconti                 | Beatrice Regina della Scala        |  |  |       |  |  |                        |  |  |                        |  |
| Elisabetta di Baviera            |                           | Elisabetta Visconti                 |                                    |  |  |       |  |  |                        |  |  |                        |  |
|                                  |                           | Erich I di Braunschweig-Grubenhagen | Alberto I di Brunswick-Grubenhagen |  |  |       |  |  |                        |  |  |                        |  |
|                                  |                           | Erich I di Braunschweig-Grubenhagen | Alberto I di Brunswick-Grubenhagen |  |  |       |  |  |                        |  |  |                        |  |
|                                  |                           | Erich I di Braunschweig-Grubenhagen | Agnese I di Brunswick-Lüneburg     |  |  |       |  |  |                        |  |  |                        |  |
| Anna di Braunschweig-Grubenhagen |                           | Erich I di Braunschweig-Grubenhagen |                                    |  |  |       |  |  |                        |  |  |                        |  |
|                                  |                           | Elisabetta di Brunswick-Göttingen   | Ottone I di Brunswick-Göttingen    |  |  |       |  |  |                        |  |  |                        |  |
|                                  |                           | Elisabetta di Brunswick-Göttingen   | Ottone I di Brunswick-Göttingen    |  |  |       |  |  |                        |  |  |                        |  |
|                                  |                           | Elisabetta di Brunswick-Göttingen   | Margherita di Berg                 |  |  |       |  |  |                        |  |  |                        |  |
|                                  |                           | Elisabetta di Brunswick-Göttingen   |                                    |  |  |       |  |  |                        |  |  |                        |  |